# Pallacanestro ai III Giochi del Mediterraneo
Il torneo di pallacanestro ai III Giochi del Mediterraneo si è svolto nel 1959 a Beirut.

## Podio
| - | Paese            | Formazione |
| - | ---------------- | --- |
|   | Jugoslavia       | Jugoslavia3 M. Nikolić, 4 Kandus, 5 B. Radović, 6 Gordić, 7 Troskot, 8 Müller, 9 Minja, 10 Daneu, 11 Đurić, 12 Dragojlović, 13 R. Radović, All. Aza Nikolić |
|   | Spagna           | SpagnaAuladell, Buscató, Capel, Díaz-Miguel, Laso, Lluís, Martínez, Martos, Navarro, Parra, Rodríguez, Sevillano, All. Eduardo Kucharski                    |
|   | Rep. Araba Unita | |